# Бањи (Терни)
Бањи (итал. Bagni) је насеље у Италији у округу Терни, региону Умбрија.
Према процени из 2011. у насељу је живело 44 становника. Насеље се налази на надморској висини од 306 м.